# Manuel Estiarte
Manel Estiarte Duocastella (Manresa, 26 ottobre 1961) è un ex pallanuotista spagnolo.
Dal 2008 è assistente di Pep Guardiola, prima al Barcellona ed al Bayern Monaco ed attualmente al Manchester City. È membro del comitato atleti della World Aquatics.

## Biografia

### Carriera sportiva
Non particolarmente dotato fisicamente, grazie alla sua grande tecnica è stato ugualmente capace di dominare la scena della pallanuoto mondiale per più di vent'anni. A 19 anni debutta ai Giochi olimpici di Mosca del 1980 diventando il goleador della competizione; si ripeterà anche nelle edizioni del 1984 a Los Angeles e del 1988 a Seul.
Con la Nazionale ai Giochi olimpici ha conquistato un oro (1996) e un argento (1992).
Il suo palmarès può vantare anche l'oro ai Mondiali di Perth del 1998 e gli argenti ai Campionati mondiali di Perth 1991 e Roma 1994, tre bronzi nella Coppa del Mondo di pallanuoto  nel 1985, nel 1991 e nel 1999 e infine un argento ai Campionati europei di Sheffield nel 1993.
Complessivamente con la Nazionale ha disputato 578 incontri.

### Dopo il ritiro
Nel 2000 è entrato a far parte del Comitato Olimpico Internazionale. Nel luglio 2008 passa al mondo del calcio diventando capo delle pubbliche relazioni del Barcellona su idea del suo amico di infanzia Josep Guardiola, che in seguito segue al Bayern Monaco ed al Manchester City. Si divide tra Manchester e Pescara, dove ha giocato in due riprese e ha vinto due campionati italiani.

## Vita privata
È sposato con la pescarese Silvia Marinelli, conosciuta nel 1985, figlia dell'ex presidente del Pescara calcio, Vincenzo, e sorella di Cristiana, ex presidente del Pescara pallanuoto. La coppia ha avuto due figlie, Nicole e Rebecca, nate entrambe a Pescara.

## Palmarès

### Club

#### Trofei nazionali
- Campionato spagnolo: 5

Barcellona: 1979-80, 1980-81, 1981-82, 1982-83
Catalunya: 1991-92
- Copa del Rey: 1

Catalunya: 1991-92
- Campionato italiano: 4

Pescara: 1986-87, 1996-97, 1997-98
Savona: 1990-91
- Coppe Italia: 5

Pescara: 1985-86, 1988-89, 1997-98
Savona: 1989-90, 1990-91

#### Trofei internazionali
- LEN Champions League: 2

Barcellona: 1981-82
Pescara: 1987-88
- Coppa delle Coppe: 3

Catalunya: 1991-92
Pescara: 1992-93, 1993-94
- Coppe LEN: 1

Pescara: 1995-96
- Supercoppa LEN: 4

Barcellona: 1982
Pescara: 1988, 1993
Catalunya: 1992

### Nazionale
- Olimpiadi

Barcellona 1992: 
Atlanta 1996: 
- Mondiali

Perth 1991: 
Roma 1994: 
Perth 1998: 
- Coppa del Mondo

Duisburg 1985: 
Barcellona 1991: 
Sydney 1999: 
- Europei

Sheffield 1993: